# La Dimensió Desconeguda (sèrie de televisió de 1959, temporada 3)
La tercera temporada de La dimensió desconeguda (The Twilight Zone) es va emetre originalment els divendres de 22:00 a 22:30 (EST) a la CBS del 15 de setembre de 1961 a l'1 de juny de 1962. Hi ha 37 episodis.
Continuant amb la música del tema musical de Marius Constant, es va utilitzar un conjunt diferent de gràfics per a l'obertura, que consistien en un con giratori amb cercles concèntrics que suggerien una espiral, retrocedint cap a un camp estel·lar. Es va utilitzar la narració de Rod Serling de la segona temporada, amb el vers "That's the signpost up ahead" tret:
"You're traveling through another dimension. A dimension not only of sight and sound but of mind. A journey into a wondrous land whose boundaries are that of imagination. Your next stop—The Twilight Zone." Es van fer alguns canvis subtils en l'acústica de l'obertura a partir de l'episodi "Little Girl Lost".

## Episodis
| nº | nº | Títol                                                                         | Escriptor(s)                       | Director                                                             | Música                  | Data d'estrena original | Data d'estrena en català | Codi de producció |
| 66 | 1  | «Dos» «Two»                                                                   | Montgomery Pittman                 | Montgomery Pittman                                                   | Van Cleave              | 15 de setembre de 1961  | Sense anunciar           | 4802              |
| Un home (Charles Bronson) i una dona (Elizabeth Montgomery), són els únics habitants d'una ciutat deserta, i tots dos són soldats de bàndols oposats. |    |                                                                               |                                    |                                                                      |                         |                         |                          |                   |
| 67 | 2  | «L'arribada» «The Arrival»                                                    | Boris Sagal                        | Rod Serling                                                          | N/A                     | 22 de setembre de 1961  | Sense anunciar           | 4814              |
| Un inspector de la FAA (Harold J. Stone) i membres del personal de l'aeroport (Noah Keen, Fredd Wayne, Robert Karnes i Bing Russell) investiguen un avió que arriba sense una sola persona a bord, i cadascun ho veu de manera diferent. |    |                                                                               |                                    |                                                                      |                         |                         |                          |                   |
| 68 | 3  | «The Shelter»                                                                 | Lamont Johnson                     | Rod Serling                                                          | N/A                     | 29 de setembre de 1961  | Sense anunciar           | 4803              |
| S'emet una alerta per un atac nuclear imminent, cosa que fa que els veïns s'uneixin contra el metge (Larry Gates) el refugi antiaeri del qual només té espai per a la seva família. |    |                                                                               |                                    |                                                                      |                         |                         |                          |                   |
| 69 | 4  | «The Passersby»                                                               | Elliot Silverstein                 | Rod Serling                                                          | Fred Steiner            | 6 d'octubre de 1961     | Sense anunciar           | 4817              |
| Al final de la Guerra Civil dels Estats Units, uns soldats ferits passen per casa d'una dona (Joanne Linville). |    |                                                                               |                                    |                                                                      |                         |                         |                          |                   |
| 70 | 5  | «Una partida de billar» «A Game of Pool»                                      | Buzz Kulik                         | George Clayton Johnson                                               | N/A                     | 13 d'octubre de 1961    | Sense anunciar           | 4815              |
| Un llegendari jugador de billar (Jonathan Winters) torna d'entre els morts per afrontar el repte d'un vividor (Jack Klugman) que hi aposta la vida. |    |                                                                               |                                    |                                                                      |                         |                         |                          |                   |
| 71 | 6  | «The Mirror»                                                                  | Don Medford                        | Rod Serling                                                          | N/A                     | 20 d'octubre de 1961    | Sense anunciar           | 4819              |
| A l'Amèrica Central, un mirall permet a un dictador (Peter Falk) veure les cares dels seus enemics. |    |                                                                               |                                    |                                                                      |                         |                         |                          |                   |
| 72 | 7  | «La tomba» «The Grave»                                                        | Montgomery Pittman                 | Montgomery Pittman                                                   | N/A                     | 27 d'octubre de 1961    | 8 d'agost de 1985        | 3656              |
| Un assassí a sou (Lee Marvin) és desafiat a visitar la tomba d'un fora de la llei (Dick Geary) que va morir jurant venjança contra ell. |    |                                                                               |                                    |                                                                      |                         |                         |                          |                   |
| 73 | 8  | «Una bona vida» «It's a Good Life»                                            | James Sheldon                      | Basat en una història curta de : Jerome Bixby Guió de : Rod Serling  | N/A                     | 3 de novembre de 1961   | 3 de novembre de 1961    | 4801              |
| Un nen de sis anys (Bill Mumy) terroritza els residents de Peaksville, Ohio, amb poders especials que controlen la realitat. El 1997, TV Guide va classificar aquest episodi en el lloc número 31 de la seva llista de "100 Greatest Episodes of All Time" (els 100 millors episodis de tots els temps). Nota: Un remake, dirigit per Joe Dante, va ser el segment III de Twilight Zone: The Movie. Una seqüela, "It's Still A Good Life", també protagonitzada per Mumy, es va emetre el 19 de febrer de 2003 com a part de la sèrie de 2002. |    |                                                                               |                                    |                                                                      |                         |                         |                          |                   |
| 74 | 9  | «Retorn a Dachau» «Deaths-Head Revisited»                                     | Don Medford                        | Rod Serling                                                          | N/A                     | 10 de novembre de 1961  | 15 d'agost de 1985       | 4804              |
| Un antic hauptsturmführer de les SS (Oscar Beregi, Jr.) visita el camp de concentració, ara desert, que comandava, on és jutjat pels seus crims pels fantasmes dels seus presoners. |    |                                                                               |                                    |                                                                      |                         |                         |                          |                   |
| 75 | 10 | «El sol de mitjanit» «The Midnight Sun»                                       | Anton Leader                       | Rod Serling                                                          | Van Cleave              | 17 de novembre de 1961  | 29 d'agost de 1985       | 4818              |
| Una propietària (Betty Garde) i la seva inquilina (Lois Nettleton) lluiten per sobreviure quan la Terra canvia la seva òrbita i comença a moure's cap al Sol. |    |                                                                               |                                    |                                                                      |                         |                         |                          |                   |
| 76 | 11 | «Still Valley»                                                                | James Sheldon                      | Based on a short story by : Manly Wade Wellman Guió de : Rod Serling | Wilbur Hatch            | 24 de novembre de 1961  | Sense anunciar           | 4808              |
| Durant la Guerra Civil dels Estats Units, un explorador confederat (Gary Merrill) entra en una ciutat i troba soldats ianquis paralitzats al seu lloc. |    |                                                                               |                                    |                                                                      |                         |                         |                          |                   |
| 77 | 12 | «La jungla» «The Jungle»                                                      | William F. Claxton                 | Charles Beaumont                                                     | N/A                     | 1 de desembre de 1961   | 21 d'agost de 1985       | 4806              |
| Un enginyer (John Dehner) que construeix una presa a l'Àfrica és maleït pels nadius que s'oposen als seus plans. |    |                                                                               |                                    |                                                                      |                         |                         |                          |                   |
| 78 | 13 | «Hi havia una vegada» «Once Upon a Time»                                      | Norman Z. McLeod                   | Richard Matheson                                                     | William Lava Ray Turner | 15 de desembre de 1961  | 30 de desembre de 1986   | 4820              |
| Un conserge (Buster Keaton) viatja del 1890 al 1962, cortesia d'un casc del temps construït per un científic (Milton Parsons). |    |                                                                               |                                    |                                                                      |                         |                         |                          |                   |
| 79 | 14 | «Cinc personatges buscant una sortida» «Five Characters in Search of an Exit» | Lamont Johnson                     | Based on a short story by : Marvin Petal Guió de : Rod Serling       | N/A                     | 22 de desembre de 1961  | 4 d'agost de 1984        | 4805              |
| Un major de l'exèrcit (William Windom), un pallasso (Murray Matheson), un vagabund (Paul Wexler), una ballarina (Susan Harrison) i un gaiter (Clark Allen) es troben en un cilindre sense recordar com hi han arribat. |    |                                                                               |                                    |                                                                      |                         |                         |                          |                   |
| 80 | 15 | «A Quality of Mercy»                                                          | Buzz Kulik                         | Based on an idea by : Sam Rolfe Guió de : Rod Serling                | N/A                     | 29 de desembre de 1961  | Sense anunciar           | 4809              |
| Durant la Segona Guerra Mundial, un tinent estatunidenc (Dean Stockwell) té una oportunitat única de veure el conflicte des del punt de vista japonès. |    |                                                                               |                                    |                                                                      |                         |                         |                          |                   |
| 81 | 16 | «No hi ha res a la foscor» «Nothing in the Dark»                              | Lamont Johnson                     | George Clayton Johnson                                               | N/A                     | 5 de gener de 1962      | 25 d'agost de 1985       | 3652              |
| Una reclusa gran (Gladys Cooper) que s'enfronta a un desallotjament imminent es nega a permetre l'entrada de ningú al seu apartament, per por que qualsevol visitant pugui ser la Mort encarnada; la seva determinació es posa a prova quan un jove agent de policia (Robert Redford) resulta greument ferit davant la seva porta. |    |                                                                               |                                    |                                                                      |                         |                         |                          |                   |
| 82 | 17 | «One More Pallbearer»                                                         | Lamont Johnson                     | Rod Serling                                                          | N/A                     | 12 de gener de 1962     | Sense anunciar           | 4823              |
| Organitzant una falsa guerra nuclear, un milionari (Joseph Wiseman) ofereix refugi a tres persones (Katherine Squire, Trevor Bardette, Gage Clark) que creu que li van fer mal en el passat si només li demanen perdó. |    |                                                                               |                                    |                                                                      |                         |                         |                          |                   |
| 83 | 18 | «Dead Man's Shoes»                                                            | Montgomery Pittman                 | Charles Beaumont                                                     | N/A                     | 19 de gener de 1962     | Sense anunciar           | 4824              |
| Un sensesostre (Warren Stevens) literalment entra en una altra vida quan roba les sabates d'un cadàver. |    |                                                                               |                                    |                                                                      |                         |                         |                          |                   |
| 84 | 19 | «The Hunt»                                                                    | Harold Schuster                    | Earl Hamner, Jr.                                                     | Robert Drasnin          | 26 de gener de 1962     | Sense anunciar           | 4810              |
| Un home de la muntanya (Arthur Hunnicutt) va a caçar óssos rentadors amb el seu gos. Quan torna, s'adona que alguna cosa ha canviat molt. |    |                                                                               |                                    |                                                                      |                         |                         |                          |                   |
| 85 | 20 | «Showdown with Rance McGrew»                                                  | Christian Nyby                     | Basat en una idea de : Frederic Louis Fox Guió de : Rod Serling      | N/A                     | 2 de febrer de 1962     | Sense anunciar           | 4812              |
| L'egoista estrella (Larry Blyden) d'una sèrie de televisió de l'oest es troba cara a cara amb el veritable Jesse James (Arch Johnson). |    |                                                                               |                                    |                                                                      |                         |                         |                          |                   |
| 86 | 21 | «Fet i amagar» «Kick the Can»                                                 | Lamont Johnson                     | George Clayton Johnson                                               | N/A                     | 9 de febrer de 1962     | 1 de setembre de 1985    | 4821              |
| Els residents desanimats d'una residència d'avis són instigats per un dels seus a creure que poden recuperar la seva joventut jugant a un joc infantil. Nota: Steven Spielberg va fer un remake en el Segment II de Twilight Zone: The Movie, mostrant als residents de la residència que el seu nouvingut, el Sr. Bloom (Scatman Crothers), ofereix una segona oportunitat de joventut. |    |                                                                               |                                    |                                                                      |                         |                         |                          |                   |
| 87 | 22 | «A Piano in the House»                                                        | David Greene                       | Earl Hamner, Jr.                                                     | N/A                     | 16 de febrer de 1962    | Sense anunciar           | 4825              |
| Un crític de teatre cínic (Barry Morse) s'aprofita d'una pianola que revela el jo ocult de la gent. |    |                                                                               |                                    |                                                                      |                         |                         |                          |                   |
| 88 | 23 | «Els funerals d'en Jeff Myrtlebank» «The Last Rites of Jeff Myrtlebank"»      | Montgomery Pittman                 | Montgomery Pittman                                                   | Tommy Morgan            | 23 de febrer de 1962    | Sense anunciar           | 4811              |
| Quan un home "mort" (James Best) seu al taüt al seu funeral a mitjans de la dècada de 1920, la gent del poble sospita de si realment és ell, sobretot quan ja no es comporta com abans. |    |                                                                               |                                    |                                                                      |                         |                         |                          |                   |
| 89 | 24 | «To Serve Man»                                                                | Richard L. Bare                    | Based on a short story by : Damon Knight Guió de : Rod Serling       | N/A                     | 2 de març de 1962       | Sense anunciar           | 4807              |
| Representants d'una raça extraterrestre de 2,7 metres d'alçada (9 peus a l'original) (Richard Kiel) arriben a la Terra i ofereixen a la humanitat cures per a tots els mals terrenals. El 1997, TV Guide va classificar aquest episodi en el lloc número 11 de la seva llista dels 100 millors episodis. |    |                                                                               |                                    |                                                                      |                         |                         |                          |                   |
| 90 | 25 | «El fugitiu» «The Fugitive»                                                   | Richard L. Bare                    | Charles Beaumont                                                     | N/A                     | 9 de març de 1962       | 28 d'agost de 1985       | 4816              |
| Un fugitiu (J. Pat O'Malley) d'un altre món fa amistat amb una noia amb diversitat funcional (Susan Gordon). |    |                                                                               |                                    |                                                                      |                         |                         |                          |                   |
| 91 | 26 | «La nena desapareguda» «Little Girl Lost»                                     | Paul Stewart                       | Richard Matheson                                                     | Bernard Herrmann        | 16 de març de 1962      | 6 d'agost de 1985        | 4828              |
| Quan una nena petita (Tracy Stratford) desapareix de la seva habitació sense deixar rastre, els seus pares (Robert Sampson, Sarah Marshall) truquen al seu amic físic (Charles Aidman) perquè els ajudi a investigar la seva desaparició. |    |                                                                               |                                    |                                                                      |                         |                         |                          |                   |
| 92 | 27 | «Persona o persones desconegudes» «Person or Persons Unknown»                 | John Brahm                         | Charles Beaumont                                                     | N/A                     | 23 de març de 1962      | 20 de maig de 1986       | 4829              |
| Un home (Richard Long) descobreix que s'han esborrat tots els rastres de la seva identitat quan ningú, ni tan sols la seva pròpia dona, el reconeix. |    |                                                                               |                                    |                                                                      |                         |                         |                          |                   |
| 93 | 28 | «The Little People»                                                           | William F. Claxton                 | Rod Serling                                                          | N/A                     | 30 de març de 1962      | Sense anunciar           | 4822              |
| Quan dos astronautes (Claude Akins, Joe Maross) aterren en un planeta llunyà, un d'ells es converteix en un "Déu" per a una raça de persones diminutes. |    |                                                                               |                                    |                                                                      |                         |                         |                          |                   |
| 94 | 29 | «Four O'Clock»                                                                | Lamont Johnson                     | Based on a short story by : Price Day Guió de : Rod Serling          | N/A                     | 6 d'abril de 1962       | Sense anunciar           | 4832              |
| Un fanàtic defensor de la moral (Theodore Bikel) decideix reduir els que considera malvats a una alçada de seixanta-cinc centímetres a les quatre en punt. |    |                                                                               |                                    |                                                                      |                         |                         |                          |                   |
| 95 | 30 | «L'increïble sr. Frisby» «Hocus-Pocus and Frisby»                             | Lamont Johnson                     | Based on a story by : Frederic Louis Fox Guió de : Rod Serling       | Tommy Morgan            | 13 d'abril de 1962      | 10 de setembre de 1985   | 4833              |
| Un narrador d'històries (Andy Devine) atrau l'atenció no desitjada dels extraterrestres. |    |                                                                               |                                    |                                                                      |                         |                         |                          |                   |
| 96 | 31 | «Un de nou per un de vell» «The Trade-Ins»                                    | Elliot Silverstein                 | Rod Serling                                                          | N/A                     | 20 d'abril de 1962      | 13 de setembre de 1990   | 4831              |
| Una parella d'ancians (Joseph Schildkraut, Alma Platt) volen cossos joves nous per a tots dos, però només poden pagar-ne un. |    |                                                                               |                                    |                                                                      |                         |                         |                          |                   |
| 97 | 32 | «The Gift»                                                                    | Allen H. Miner                     | Rod Serling                                                          | Laurindo Almeida        | 27 d'abril de 1962      | Sense anunciar           | 4830              |
| Un visitant de l'espai exterior (Geoffrey Horne) intenta fer un regal a un poble mexicà que només el rep amb sospita. |    |                                                                               |                                    |                                                                      |                         |                         |                          |                   |
| 98 | 33 | «El ninot» «The Dummy»                                                        | Abner Biberman                     | Based on a story by : Lee Polk Guió de : Rod Serling                 | N/A                     | 4 de maig de 1962       | 6 d'agost de 1985        | 4834              |
| Un ventríloc (Cliff Robertson) creu que el seu ninot és viu... i comença a prendre el control no només de l'acte. |    |                                                                               |                                    |                                                                      |                         |                         |                          |                   |
| 99 | 34 | «Young Man's Fancy»                                                           | John Brahm                         | Richard Matheson                                                     | Nathan Scott            | 11 de maig de 1962      | Sense anunciar           | 4813              |
| Un marit recent casat (Alex Nicol) es nega a renunciar a la casa on va passar la infància. |    |                                                                               |                                    |                                                                      |                         |                         |                          |                   |
| 100 | 35 | «Jo canto el cos elèctric» «I Sing the Body Electric»                         | William F. Claxton i James Sheldon | Ray Bradbury                                                         | Van Cleave              | 18 de maig de 1962      | 2 de setembre de 1985    | 4826              |
| Un vidu (David White) compra una àvia robot (Josephine Hutchinson) per cuidar els seus fills. |    |                                                                               |                                    |                                                                      |                         |                         |                          |                   |
| 101 | 36 | «Cavender va de visita» «Cavender Is Coming»                                  | Christian Nyby                     | Rod Serling                                                          | N/A                     | 25 de maig de 1962      | 14 de setembre de 1990   | 4827              |
| Una treballadora de teatre maldestra (Carol Burnett) coneix el seu àngel de la guarda igualment maldestre (Jesse White). |    |                                                                               |                                    |                                                                      |                         |                         |                          |                   |
| 102 | 37 | «The Changing of the Guard»                                                   | Robert Ellis Miller                | Rod Serling                                                          | N/A                     | 1 de juny de 1962       | Sense anunciar           | 4835              |
| Un professor (Donald Pleasence) que queda abatut després de ser obligat a jubilar-se rep la visita dels fantasmes dels seus antics alumnes. |    |                                                                               |                                    |                                                                      |                         |                         |                          |                   |